# Ted Nugent
Theodore Anthony "Ted" Nugent, född 13 december 1948 i Redford i Wayne County, en förstad till Detroit i Michigan, är en amerikansk gitarrist och sångare, även känd under smeknamnen "Gonzo", "Motor City Madman", "The Nuge" och på senare tid "Uncle Ted".
Han inledde karriären som medlem av The Amboy Dukes, men har sedan 1975 släppt ett antal soloalbum. Till hans mest kända låtar hör "Stranglehold", "Free For All", "Dog Eat Dog", "Wang Dang Sweet Poontang", "Fred Bear", "Cat Scratch Fever", "Motor City Madhouse", "Great White Buffalo" och "Wango Tango". Han har även medverkat i supergrupperna Damn Yankees och Damnocracy.
Nugent är känd som uttalad republikan, NRA-medlem och jaktförespråkare. Han är dessutom känd för sitt motstånd mot narkotika och alkohol. Ted Nugent har uppträtt i Irak för att hedra USA:s trupper.

## Diskografi
Soloalbum
- 1975 – Ted Nugent
- 1976 – Free-for-All
- 1977 – Cat Scratch Fever
- 1978 – Double Live Gonzo!
- 1978 – Weekend Warriors
- 1979 – State of Shock
- 1980 – Scream Dream
- 1981 – Intensities in 10 Cities (live)
- 1982 – Nugent
- 1984 – Penetrator
- 1986 – Little Miss Dangerous
- 1988 – If You Can't Lick 'Em...Lick 'Em
- 1995 – Spirit of the Wild
- 1997 – Live at Hammersmith '79
- 2001 – Full Bluntal Nugity (live)
- 2002 – Craveman
- 2007 – Love Grenade
- 2014 – Shutup & Jam!
- 2018 – The Music Made Me Do It

Album med The Amboy Dukes
- 1967 – The Amboy Dukes
- 1968 – Journey to the Center of the Mind
- 1969 – Migration
- 1970 – Marriage on the Rocks/Rock Bottom
- 1971 – Survival of the Fittest Live (live)
- 1974 – Call of the WIld
- 1974 – Tooth, Fang & Claw

Album med Damn Yankees
- 1990 – Damn Yankees
- 1992 – Don't Tread

## Omnämnande i film/TV
I filmen Ocean's Eleven driver Danny Ocean (George Clooney) med Rusty Ryans (Brad Pitt) ganska smaklösa skjorta genom att säga "Ted Nugent ringde och ville ha tillbaka sin skjorta".
I TV-serien The Simpsons ringer det till ett fängelse och någon som utger sig för att vara Ted Nugent gör reklam för att alla ska ha rätt att använda armborst. I ett senare avsnitt hjälper Homer honom att bli republikanernas presidentkandidat, men ändrar sig i sista stund.
I filmen Fletch så frågar karaktären Alan Stanwyk vad Fletch heter, då svarar Fletch: "Nugent, Ted Nugent"
I den animerade online-serien Seth MacFarlane's Cavalcade of Cartoon Comedy finns en scen där Ted Nugent blir hemsökt av "Ghost of Christmas Past" från Charles Dickens verk En julsaga. Nugent skjuter då ihjäl spöket och bjuder sina vänner på det på juldagen.
I ett avsnitt av TV-serien My Name Is Earl säger Earl att den enda amerikanska hjälten han skakat hand med tidigare är Ted Nugent.
I ett avsnitt av TV-serien That '70s Show går gänget till en Ted Nugent-konsert.
I ett avsnitt av TV-serien Gilmore Girls besöker Lorelai och hennes mor ett spa och på moderns kommentar om att de kommer återvända från spaupplevelsen som helt nya människor svarar Lorelai att hon "ska bli Ted Nugent".